# Inspektionsskibet Beskytteren
|  | Beskytteren er tillige navnet på et inspektionsskib fra 1976 |
Beskytteren blev bygget på Orlogsværftet, påbegyndt i 1899 og søsat og udrustet i 1900. Den var udelukkende armeret med lette kanoner og beregnet for tjeneste i Nordatlanten, så Marinen forlod betegnelsen kanonbåd og kaldte den i stedet inspektionsskib. I international sammenhæng var den nu stadig at regne som en kanonbåd. Maskineriet var på 625 HK.

## Tekniske data

### Generelt
- Længde: 43,4 m
- Bredde: 7,6 m
- Dybgang: 3,8 m
- Deplacement: 415 tons
- Fart: 11,8 knob
- Besætning: 47

### Armering
- Artilleri: 1 styk 47 mm kanon og 2 styk 37 mm kanoner. Senere omarmeret med 1 styk 57 mm og to styk 47 mm.

## Tjeneste
- Indgået i 1900. Tjeneste ved Island og Færøerne til 1909. Ved krigudbruddet i 1914 udrustet som mineskib og sendt til Lillebælt som vagtskib. Senere i 1914 og frem til 1918 igen ved Island og Færøerne. En kort periode i 1918 igen mineskib, nu i Storebælt. Derefter på ny fiskeriinspektion i Nordatlanten, med sidste togt i 1928. Fungerede derpå som skole- og depotskib. Beskytteren lå 9. april 1940 i Esbjerg Havn og var det eneste af Marinens skibe, der gjorde aktiv modstand, da det beskød de overflyvende tyske fly. Taget af tyskerne 29. august 1943 og anvendt som forpostbåd. Genfundet 1945 og anvendt som depotskib. Solgt i 1950.